# Meteosat 10
Meteosat 10 — европейский метеорологический спутник эксплуатируемый Европейским космическим агентством. Аппарат был выведен на орбиту ракетой-носителем Ариан-5 ECA вместе со спутником связи Echostar 17, старт был произведён 5 июля 2012 в 21:36 UTC.

## Описание
Meteosat 10 был разработан Alcatel Space на базе платформы стабилизированной вращением, что для нынешних спутников, выводимых на геостационарную орбиту — редкость. Масса спутника — 2000 кг. В качестве полезной нагрузки он несёт 12 канальный прибор, получающий фотографии Земли и облачных образований в атмосфере в инфракрасном диапазоне.